# Jos Punt

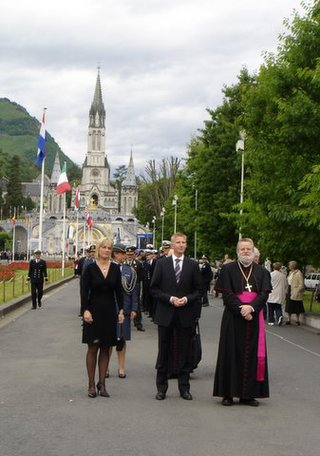
Jos Punt en Jack de Vries op bedevaart in Lourdes

Jozef Marianus (Jos) Punt (Alkmaar, 10 januari 1946), econoom en theoloog, is emeritus bisschop van het katholieke bisdom Haarlem-Amsterdam, dat tot 1 januari 2009 bisdom Haarlem heette. Zijn wapenspreuk luidt: Sub tuum praesidium (Onder Uw bescherming).

## Opleiding
Hoewel hij katholiek werd opgevoed, hield Punt het katholieke geloof tijdens zijn universitaire studie economie min of meer voor gezien en verdiepte hij zich uitvoerig in esoterie en gnostiek. Ook sloot hij zich toentertijd aan bij de Rozenkruisers. Hij las echter ook de Bijbel en andere christelijke geschriften. Deze spraken hem op een gegeven moment meer aan en deden hem besluiten terug te keren tot het katholieke geloof en zich te laten opleiden tot priester, teneinde volledig voor het katholieke geloof werkzaam te kunnen zijn.
In 1973 behaalde hij het doctoraalexamen economie aan de Universiteit van Amsterdam. In 1974, zich bewust van zijn roeping, meldde hij zich aan bij het enige priesterseminarie dat Nederland destijds kende, het grootseminarie Rolduc van het bisdom Roermond. Punt werd op 9 juni 1979 door bisschop Gijsen in de kathedrale kerk van St. Christoffel in Roermond tot priester gewijd.
Daarna verbleef Punt twee jaar in Augsburg waar hij de Sociale leer van de Rooms-Katholieke Kerk bestudeerde. Na deze periode werd hij docent op Rolduc, terwijl hij werkte aan zijn proefschrift Die Idee der Menschenrechte. In 1984 promoveerde hij summa cum laude tot doctor in de theologie aan de Universiteit Augsburg.

## Kerkelijke loopbaan
Op 1 juli 1995 werd Jos Punt door Kardinaal Simonis, Bisschop Bomers en bisschop Wiertz in de Kathedrale basiliek Sint Bavo te Haarlem tot bisschop gewijd, nadat hij door paus Johannes Paulus II tot hulpbisschop van Haarlem was benoemd.
Toen Bomers in 1998 overleed, werd Punt benoemd tot diocesaan administrator. Pas na drie jaar, op 21 juli 2001 werd hij benoemd tot bisschop van het bisdom Haarlem - een naar verhouding tamelijk lange sedisvacatio. Van juni 2000 tot oktober 2011 werd hij bijgestaan door hulpbisschop Jan van Burgsteden S.S.S.. Vanaf december 2018 was Jan Hendriks coadjutor van Punt, nadat Hendriks van 2011 tot 2018 zijn hulpbisschop was. Al jaren voor zijn aanstelling als bisschop van Haarlem-Amsterdam werd Punt per april 1995 benoemd tot diocesaan administrator voor de Nederlandse Krijgsmacht, oftewel plaatsvervangend legerbisschop. Sinds bisschop Bär in maart 1993 aftrad is deze zetel vacant.
Op 1 juni 2020 droeg hij het stokje over aan Jan Hendriks als bisschop van Haarlem en ging hij met emeritaat.
Sinds de oprichting van het bisdom in 1559 is Punt de dertiende bisschop. Gerekend vanaf het herstel van de bisschoppelijke hiërarchie in Nederland in 1853 is hij de elfde bisschop.

## Mariaverering
Bisschop Punt heeft van moederskant een sterke band met Maria meegekregen, zoals blijkt uit zijn aan een Mariagebed ontleende wapenspreuk en zijn speciale devotie voor de omstreden verschijningen van Maria in Amsterdam (de Vrouwe van alle Volkeren). Na eerdere afkeuringen door zijn voorgangers, heeft bisschop Punt 31 mei 2002 de Mariaverschijning van Amsterdam toch de hoogste kerkelijke erkenning gegeven (het constat de supernaturalitate "vaststelling van de bovennatuurlijkheid") waarmee hij wilde doen bevestigen dat Maria daar in de jaren veertig en vijftig verscheen aan Ida Peerdeman. Echter, door dit omstreden besluit, zou jaren later de Congregatie van de Geloofsleer in Rome nogmaals verklaren dat de verschijningen en boodschappen niet authentiek zijn. Dit gebeurde op verzoek van Punts opvolger Jan Hendriks, die vervolgens op 30 december 2020 een verklaring liet uitgaan waarin "het negatieve oordeel over het bovennatuurlijk karakter van de veronderstelde 'verschijningen en openbaringen' aan Mej. Ida Peerdeman", nader werd toegelicht.
De door Punt in 1997 geïnitieerde jaarlijkse Gebeds- en ontmoetingsdag voor de Vrouwe in de Beurs van Berlage te Amsterdam werd bijvoorbeeld op 23 mei 2010, (Pinksteren) door 1300 mensen bezocht. Ondanks de uitspraak van de Congregatie vond de Gebedsdag in 2021, vanwege corona via livestream, toch doorgang.

## Richtingenstrijd
De benoeming in 2001 van de volgens sommige media als "conservatief" bekendstaande Punt lijkt volgens diezelfde bronnen te passen in de lijn van het Vaticaan om "behoudende" ambtsdragers te benoemen in de Nederlandse kerkprovincie in het kader van een "conservatieve restauratie".
Punt richt zijn beleid onder meer op het terugdringen van de positie en de invloed die pastoraal werkers (lekenvoorgangers) sinds de jaren zestig en zeventig in de kerk in Nederland hebben verworven. Hij staat een "sacrale Kerk" voor, met een duidelijke scheiding tussen de bevoegdheden van leken en gewijden. Deze lijn is hem op hevige kritiek komen te staan vanuit de hoek van "progressieve" katholieken en pastoraal werkers. Daarnaast wordt hem verweten dat hij niet goed zou communiceren met zijn priesters en andere medewerkers en zich star zou opstellen, wat vooral door "progressieve" groepen zoals de Acht Meibeweging en de Vereniging van Pastoraal Werkenden wordt beweerd, maar van de hand wordt gewezen door meer "conservatieve" groeperingen zoals het Contact Rooms-Katholieken.

## Wetenswaardigheden
- Mgr. Punt is als ere-kanunnik verbonden aan het Gentse Sint-Baafskapittel, vanwege de banden tussen de beide bisdommen.

## Werken
- Die Idee der Menschenrechte (proefschrift, 1984)
- Pastoraal en evangelisatie in de wereld van vandaag (1991)